# Станюкович, Владимир Константинович
Владимир Константинович Станюкович (1874, Смоленск — 1939, Ленинград) — российский и советский искусствовед, литератор, музейный деятель. Хранитель Фонтанного дома Шереметевых. Исследователь искусства крепостного театра и искусства.

## Биография
Владимир Константинович Станюкович родился в 1874 году в Смоленске в семье нотариуса, дальнего родственника писателя К. Станюковича. С 1884 года учился в Москве в частной гимназии Франца Креймана, где вместе с Валерием Брюсовым выпускал рукописный журнал «Начало».
С 1887 года продолжил образование в 4-м Московском Кадетском корпусе, а по окончании (1892) поступил в Александровское военное училище. В 1894 году произведён в офицеры и получил назначение в Лебединский резервный батальон в Харьков, где параллельно определился вольнослушателем на естественный факультет университета. Карьера военного его не прельщала, и, отслужив в обязательные три года, Владимир Константинович подал в 1897 году отставку и поступил на службу в Русское Страховое общество. В 1917 году он занимал должность товарища начальника Страхового общества.
Печатался с 1900 года.
В 1901—1903 году вместе с женой и сыном Николаем В. К. Станюкович по делам службы переезжает в Саратов, где входит в художественный кружок, включавший виолончелиста М. Е. Букиника, художника В. Э. Борисова-Мусатова, тесно общается с художниками Павлом Кузнецовым, Петром Уткиным, Кузьмой Петровым-Водкиным, скульптором Александром Матвеевым.
С началом русско-японской войны в 1904 году В. К. Станюкович призывается из запаса. Будучи начальником госпиталя в Маньчжурии, описал ужасы войны в книге «Пережитое», которая вскоре после её выхода была арестована цензурой.
Много путешествовал по Европе, изучая историю искусства. Печатался в газетах и журналах «Русский курьер», «Мир Искусства», «Весы» (рассказы, фельетоны, критические заметки). Был организатором художественных выставок. Автор первых монографий о Борисове-Мусатове и Врубеле.
После революции по приглашению Отдела охраны памятников искусства и старины В. К. Станюкович был заведующим музея-дворца Шуваловых (1918), с 1921 года стал хранителем Фонтанного дома Шереметевых, параллельно сотрудником Историко-бытового отдела (ИБО) Русского музея. Создал первую экспозицию, посвященную крепостному быту и искусству в городской усадьбе Шереметевых.
Член Археологического общества, Общества изучения русской усадьбы.
В марте 1935 года был выслан из Ленинграда с семьей за дворянское происхождение, однако уже в апреле приговор был благодаря ходатайству друзей отменён, и через некоторое время Станюкович вернулся в город.
Скончался в Ленинграде в 1939, похоронен на Волковском лютеранском кладбище.

### Семья
Первая жена — Надежда Юрьевна Рышкова-Палеолог. Известна как муза В. Борисова-Мусатова, после её кончины в 1905 году написавшего в память о ней картину «Реквием». Сын — поэт, деятель русской эмиграции Николай Владимирович Станюкович (1898—1977).
Вторая жена — Евгения Николаевна Бердяева (1885—1938). Дети: Кирилл Владимирович (1911—1986) (геоботаник, писатель-фантаст); Алексей Владимирович (1912—1995) (металлург), Татьяна Владимировна (1916—1991) (этнограф, музейный деятель).

## Избранные труды
- Станюкович В. К. Виктор Эльпидифорович Борисов-Мусатов. — СПб., 1906.
- Станюкович В. К. Пережитое. Воспоминания зрителя войны. — СПб., 1907
- Станюкович В. Крепостные художники Шереметевых. // К двухсотлетию со дня рождения Ив. Аргунова. — 1727—1927. — С. 131—179.
- Станюкович В. Неизвестная работа Д. Аткинсона в России. // Записки Историко-бытового отдела ГРМ. — Л., 1928. — Т. 1.
- Станюкович В. Домашние крепостные театры / Государственный Русский музей. — Л., 1926.
- Станюкович В. Семья Аргуновых / Государственный Русский музей. — Л., 1926.
- Станюкович В. Домашний крепостной театр Шереметевых XVIII в.[6] / Государственный Русский музей. — Л., 1927.
- Станюкович В. Домашние крепостные театры // Красная нива. — 1928.
- Станюкович В. Графиня-крестьянка — биография П. И. Ковалевой-Шереметевой. — Л., 1929.
- Станюкович В. Постройка Останкина (Историческая справка). — М.: Издание Музейного фонда, 1927.
- Станюкович В. Старые Кусковские хоромы // Сборник Общества изучения русской усадьбы. — М., 1927. — Вып. 4—5.
- Станюкович В. Бюджет Шереметевых 1798—1910 / Управление музеями-усадьбами. — М., 1927.
- Станюкович В. История шереметевского богатства — экономическое исследование // Сборник Управления музея-усадьбы Останкино. — М., 1930.
- Станюкович В. Мещериново — история усадьбы за 150 лет / Государственный Русский музей. — Л., 1930.
- Станюкович В. К. Воспоминания о В. Я. Брюсове // Валерий Брюсов / АН СССР. Ин-т мировой лит. им. А. М. Горького. — М. : Наука, 1976. — Т. 85. — С. 713—754. — 854 с. — (Литературное наследство / ред.: В. Р. Щербина (гл. ред.), В. Г. Базанов  … [и др.] ; т. 85). — 50 000 экз. — ISSN 0130-3627.